# کریستین آیچنر
کریستین آیچنر (انگلیسی: Christian Eichner؛ زادهٔ ۲۴ نوامبر ۱۹۸۲) بازیکن فوتبال اهل آلمان است.
از باشگاه‌هایی که در آن بازی کرده‌است می‌توان به باشگاه فوتبال کارلسروهه، باشگاه فوتبال دویسبورگ، باشگاه فوتبال هوفنهایم، و باشگاه فوتبال کلن اشاره کرد.

## یادکرد ویکی‌پدیا
- مشارکت‌کنندگان ویکی‌پدیا. «Christian Eichner». در دانشنامهٔ ویکی‌پدیای انگلیسی، بازبینی‌شده در ۱۲ آوریل ۲۰۲۲.